# Cléber Schwenck Tiene
Cléber Schwenck Tiene (8 de febrero de 1979) es un futbolista brasileño que se desempeña como delantero.J. League (en japonés)</ref>
Jugó para clubes como el Juventus, Cruzeiro, Botafogo, Vegalta Sendai, Figueirense, Beitar Jerusalén, Goiás, Vitória, Criciúma y Guarani.

## Trayectoria

### Clubes
| Club              | País           | Año         |
| ----------------- | -------------- | ----------- |
| Nova Iguaçu       | Brasil         | 1998        |
| Juventus          | Brasil         | 1999        |
| CRB               | Brasil         | 1999 - 2001 |
| CFZ do Rio        | Brasil         | 2001 - 2002 |
| Al-Riyadh         | Arabia Saudita | 2002 - 2003 |
| America           | Brasil         | 2003        |
| Bragantino        | Brasil         | 2003        |
| Cruzeiro          | Brasil         | 2004        |
| Botafogo          | Brasil         | 2004        |
| Vegalta Sendai    | Japón          | 2005        |
| Figueirense       | Brasil         | 2006        |
| Beitar Jerusalén  | Israel         | 2007        |
| Pohang Steelers   | Corea del Sur  | 2007        |
| Goiás             | Brasil         | 2008        |
| Juventude         | Brasil         | 2008        |
| Figueirense       | Brasil         | 2009        |
| Vitória           | Brasil         | 2010        |
| Criciúma          | Brasil         | 2011        |
| Itumbiara         | Brasil         | 2012        |
| Guarani           | Brasil         | 2012        |
| CRB               | Brasil         | 2013        |
| ABC               | Brasil         | 2013        |
| Marcílio Dias     | Brasil         | 2014        |
| Joinville         | Brasil         | 2014        |
| Marcílio Dias     | Brasil         | 2015        |
| Internacional     | Brasil         | 2015        |
| Nova Iguaçu       | Brasil         | 2016        |
| Almirante Barroso | Brasil         | 2017        |
| Anápolis          | Brasil         | 2017        |
| Marcílio Dias     | Brasil         | 2017        |